# کیت میلر-هایدکه
کیت میلر-هایدکه (به انگلیسی: Kate Miller-Heidke) (زاده ۱۰ ژانویه ۱۹۸۱) خواننده استرالیایی است.
او نماینده استرالیا در مسابقه آواز یوروویژن ۲۰۱۹ بود.